# Ekaterina Stratiewa
Ekaterina Stratiewa (bulgarisch Екатерина Стратиева; in anderssprachiger Transkription und überwiegend auch in deutschsprachigen Quellen als Ekaterina Stratieva, geboren am 5. Oktober 1982) ist eine bulgarische Automobil-Rennfahrerin; sie ist insbesondere im Rallye-Sport aktiv, gelegentlich aber auch bei Bergrennen. Im Jahr 2019 absolvierte sie ihre 100. Automobil-Rallye der Fédération Internationale de l’Automobile (FIA). Höhepunkte ihrer Karriere waren der Gewinn der Damenwertung bei der Rallye-Europameisterschaft (ERC) der FIA in den Jahren 2014, 2015 und 2019. Im Jahr 2010 trat sie im Rahmen der Rallye-Weltmeisterschaft an, als ihre Heimveranstaltung, die seit 1970 jährlich ausgetragene Rallye Bulgarien, zum ersten und bislang einzigen Mal als Teil der Rallye-Weltmeisterschaft 2010 WM-Status hatte.

## Karriere

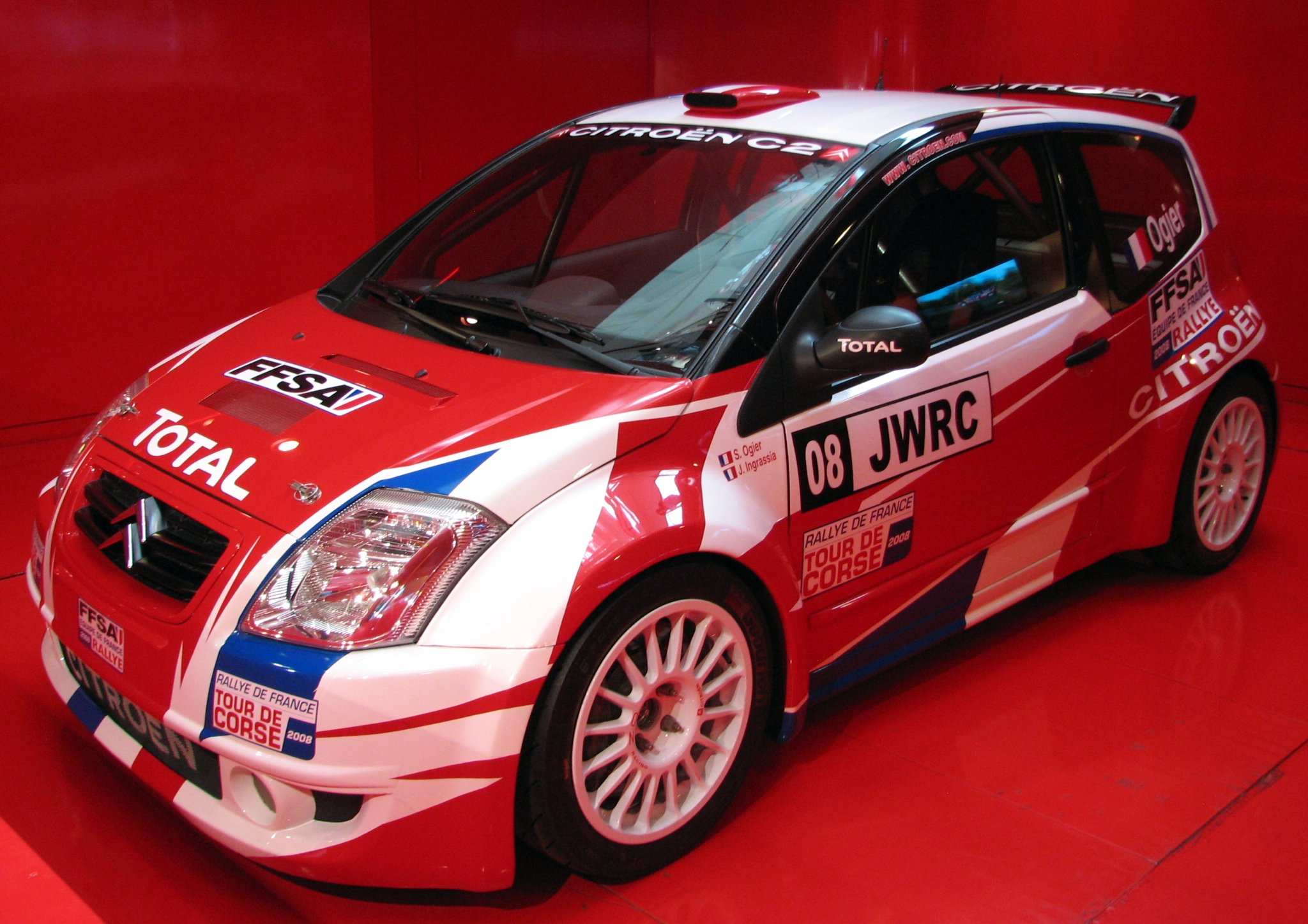
Ein Citroën C2 in Rallye-Ausführung, wie ihn auch Ekaterina Stratiewa in ähnlicher Form von 2008 bis 2017 nutzte

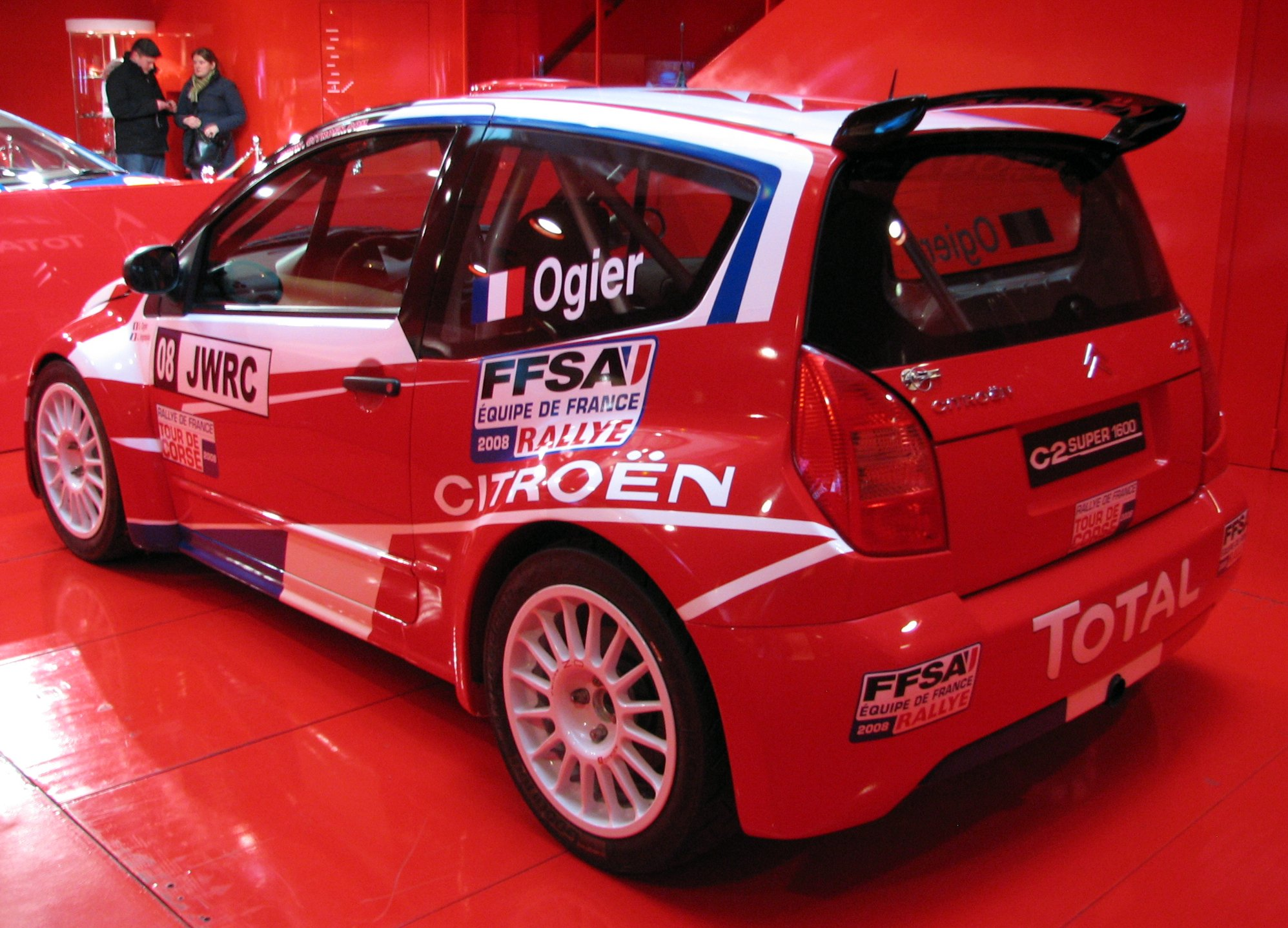
Die Heckansicht des auch von Stratiewa in ähnlicher Form eingesetzten Rallye-Fahrzeugs

Ekaterina Stratiewa begann ihre internationale Rallye-Karriere 2006, in den ersten beiden Jahren mit ihrem Beifahrer und Landsmann Rumen Manolow auf einem frontgetriebenen Citroën Saxo VTS. Ab der Saison 2008 nutzte sie bis einschließlich 2017 einen Citroën C2 R2 beziehungsweise C2 R2 Max. Mit ihrer neuen rumänischen Beifahrerin Carmen Poenaru wurde sie 2012 Sechste der Rallye-Europameisterschaft, zugleich Dritte der Teilnehmer mit zweiradgetriebenen Fahrzeugen. Im Jahr 2013 gewann Stratiewa zwei Wertungsprüfungen der ERC und 39 der Damenwertung, was bei den Damen zu zwei Gesamtsiegen und dem Vize-Meistertitel führte, zu Beginn mit ihrer neuen italienischen Co-Pilotin Veronica Boni, zuletzt wieder mit ihrer früheren rumänischen Partnerin. Ihren ersten Damentitel in der ERC erzielte sie 2014, indem sie bei zwei von sechs Veranstaltungen mit einem Subaru Impreza STi N12 antrat. Im Folgejahr war die Ungarin Julianna Nyirfás ihre Co-Pilotin; ihren zweiten Damentitel der Rallye-Europameisterschaft erreichte sie durch den Gewinn von 39 Wertungsprüfungen bei sieben Veranstaltungen, zumeist auf Citroën, in je einem Fall auf einem Subaru und einem Mitsubishi Lancer Evo IX. Im Jahr 2016 konnte sie mit ihrem Citroën allein bei der Barum Czech Rally Zlín in Tschechien antreten: Der 57. Gesamtrang reichte zum Sieg in der Damenwertung dieser Veranstaltung und zu Rang 4 in der Rallye-Europameisterschaft der Damen. In den Jahren 2017 und 2018 trat Stratiewa weiterhin kürzer, nun mit ihrem bulgarischen Co-Piloten Georgi Awramow; wichtigste Veranstaltung war jeweils die Barum Czech Rally Zlín, im Jahr 2018 zum zehnten Mal in Folge, nun auf einem Hyundai i20 Coupé. Für 2019 vermochte Stratiewa neue Förderer zu gewinnen: Bei vier Veranstaltungen konnte sie auf einem Peugeot 208 I R2 antreten, darunter neben der Barum Czech Rally Zlín auch bei der Rallye Zypern und der Rallye Ungarn. Ein zweiter Rang in der Damenwertung einer Veranstaltung sowie zwei Siege sicherten Stratiewa den dritten Damentitel der Rallye-Europameisterschaft mit insgesamt 23 gewonnenen Wertungsprüfungen.